# ドイツ＝オーストリア電信連合
ドイツ＝オーストリア電信連合（ドイツ＝オーストリアでんしんれんごう、ドイツ語: Deutsch-Österreichischer Telegraphenverein、略称: DÖTV）は、1850年7月25日にオーストリア・プロイセン・バイエルン・ザクセンの4か国がドレスデンで発足させた、電信に関する国際的な連合体。電報の種類は「官報」「鉄道電報」「私報」の三種類をあつかった。料金はゾーン制を採用する一方、国際電信は距離と語数による従量制をとった。収入は伝送距離により配分された。後に大多数のドイツ諸国とオランダまでもが参加した。
翌年10月ウィーンで会議を催し、各国を結ぶ直通回線の敷設が決定された。また、モールス式の電信機を国際規格とした。1853年9月のベルリン会議では業務細則を画一化した。1855年3月のミュンヘン会議では収入配分等を見直した。1857年11月のシュトゥットガルト会議では、西部欧州電信連合の提案を受けて欧州全域にわたる新連合の設立について議論した。

## 万国電信連合
西部欧州電信連合は、1855年6月にフランス・ベルギー・サルディニア・スペイン・スイスがパリで発足させた。これの基になったのは1851年のフランスとベルギーの間に結ばれた相互接続条約である。1857年にポルトガルとオランダが、1860年にはバチカン市国と両シチリア王国が加盟した。1858年9月のベルン会議にドイツ＝オーストリア電信連合を招いたが、同連合は参加を辞退している。
それでも二つの連合間では国際電信のルールを整備しようとする努力が続けられていた。1858年6月に、ベルギー・フランス・プロイセンがブリュッセルで条約を締結している。これにはオーストリア、ヴュルテンベルク、バーデンなどを含む11カ国が後に参加している。ニ連合は1865年3月1日にパリで正式に合併し、万国電信連合となった。ドイツ＝オーストリア電信連合は1871年に活動を停止した。
万国電信連合には20カ国が参加した。オーストリア・バーデン・バイエルン・ベルギー・デンマーク・フランス・ギリシア・ハンブルク・ハノーファー・イタリア・オランダ・ポルトガル・プロイセン・ロシア・ザクセン・スペイン・スウェーデン＝ノルウェー連合・スイス・オスマン＝トルコ・ヴュルテンベルクである。イギリスは電信事業が民営であるという理由で招かれなかった。
万国電信連合は西部欧州電信連合から引続き、ゾーン制ではなく均一料金が採用された。フランスが名実ともに連合を統括したので、決済もフランスフランでなされた。1868年のウィーン会議ではペルシアと英領インドが参加した。スイスがベルンに事務局を設置することとなり、この事務局は国際電信に関わる情報の収集・通知をフランス語で行うことになった。予算は加盟国の拠出で賄われた。株式のような単位を設け、25単位の保有国を第一クラスとし、保有単位が5単位減るごとに下位のクラスとなるシステムに基づき、参加国の負担額が決定された。このシステムは現在の国際電気通信連合でも使われている。
1871年のローマ会議から日本がオブザーバーとして参加した。この会議では、国家ではない企業体の参加が広く認められた。これは、電信ケーブルの大部分が私企業に保有されている実情をふまえた措置であった。英蘭二カ国が無制限参加を主張したが、ロシアとフランスは全権会議への参加を制限する考えであった。結局、8対9の僅差多数決で企業の無制限参加が認められた。
1875年のサンクト・ペテルブルク会議における国際協定では、第二条で通信の秘密を保障しながら、第七条に広範な例外規定を設けた。国防や公序良俗に対する脅威であるとき、参加国は電信を差し止められるとされた。アメリカ合衆国は参加を辞退したが、ウエスタンユニオンと郵便電信会社は協定を私的に遵守した。

## 無線の時代
20世紀、英国が領土内の市場を閉ざしていたので無線は船舶間通信手段として重用されるようになった。イギリスとイタリアの海軍はグリエルモ・マルコーニの仕様だけを利用した。マルコーニのシェアに対抗するテレフンケンとリー・ド・フォレストは後に提携した。混信問題が起きて解決の必要が出た。一方、イギリス・イタリア以外の列強はマルコーニの市場独占を封じたい思惑があった。1903年に9カ国がベルリンで会議をもった。参加国はドイツ・オーストリア・スペイン・アメリカ・フランス・イギリス・ハンガリー・イタリア・ロシア。1906年またベルリンで万国無線電信会議をもちSOSを遭難信号に採用。1908年から日本をふくむ30カ国の参加により国際無線電信連合ができた。イギリスとイタリアが相互通信の義務において例外規定を設けさせている。
第一次世界大戦中、ドイツは特に無線の傍受合戦で敗北した。さらにドイツ敷設海底ケーブルは連合国側によって切断されたり、利用されたりたした。パリ講和会議でドイツ敷設海底ケーブルは議題に上がったものの、結局返還されることはなかった。
日本は大北電信会社のくびきを逃れようと無線事業の拡大を国策としていて、イギリスの勢力圏から締め出され続けたが、1916年アメリカと交信可能となった。ワシントン会議 (1922年)では、日本が切り取ったヤップ島のドイツ敷設海底ケーブルをアメリカが使用することになり、これ以降の国際会議ではアメリカの力が強まった。しかし、電信そのものは私企業によって支配されるようになり、1919年、マルコーニ社、RCA、テレフンケン、そしてCompagnie générale de télégraphie Sans Fil, CSF（現タレス・グループ）の4社が国際無線カルテルを結び、これが1945年まで続いた。
1932年、万国電信連合のマドリード会議で、電話や無線をふくむ共通規則の画定はカナダとアメリカの反対に遭った。そこで、各国は電信・電話・無線の各分野で設けられた共通規約に少なくとも一つ加盟し、加盟した規約にのみ拘束されるという形をとった。このとき万国電信連合は国際電気通信連合となり、国際無線電信連合という電信の分野を含むこととなった。